# Улица Ленина (Сочи)
У́лица Ле́нина — главная и самая длинная улица Адлерского района города Сочи, Краснодарский край, Россия.

## Расположение

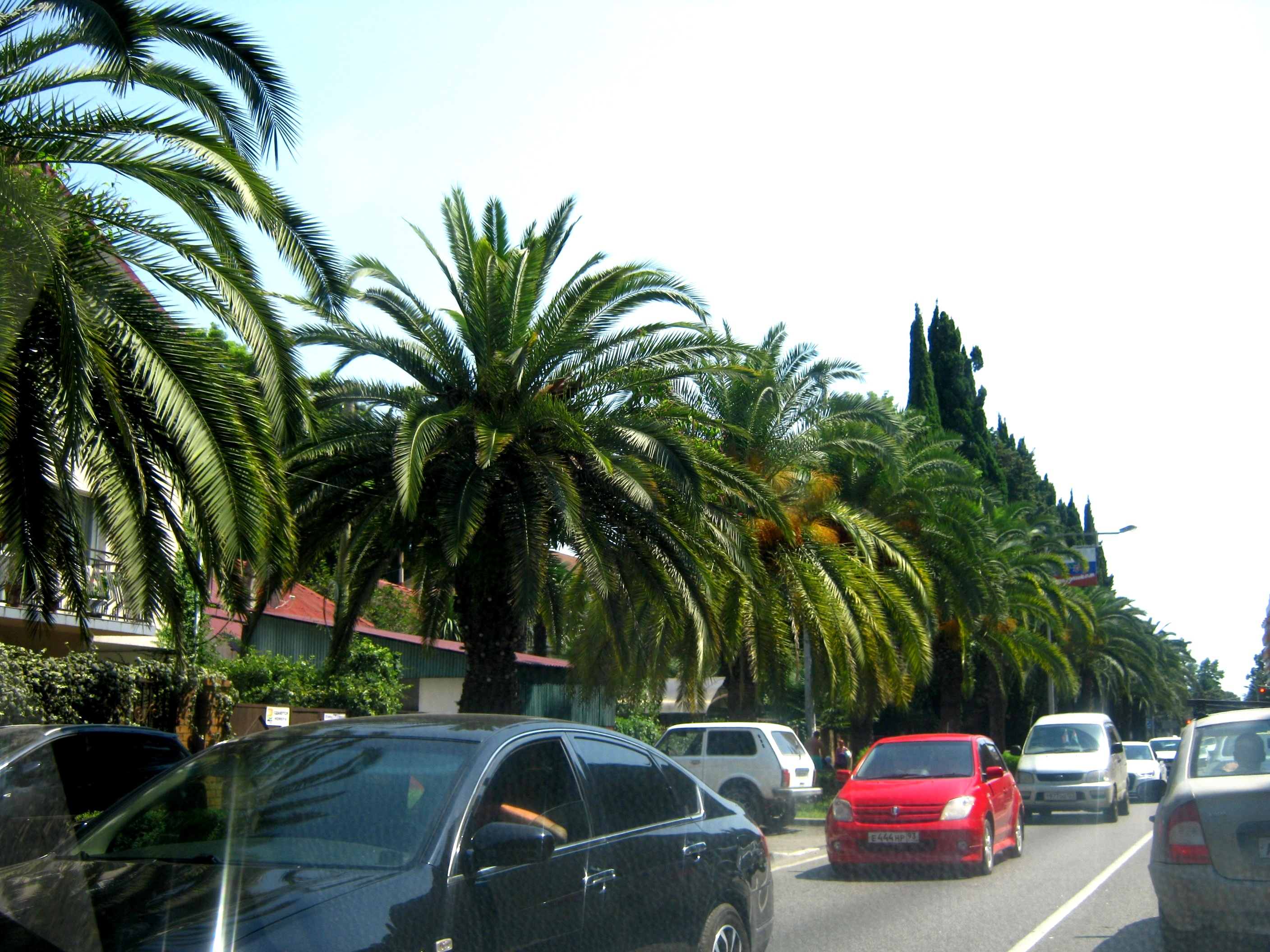
Улица Ленина в центре Адлера

Улица Ленина начинается от адлерского районного почтамта и заканчивается у поселка Кудепста, протянувшись параллельно морю. Вдоль этой улицы, начиная от пансионата «Бургас», тянутся чередой частные гостиницы.

## Достопримечательности
- Памятник Владимиру Ленину (Адлер)

## Примечательные здания

### Нечётная сторона
- № 97 — санаторий «Адлер»
- № 113 — железнодорожный вокзал Адлер
- № 217-а — пансионат «Аэрофлот»
- № 219 — Адлерский курортный городок
- № 219/2 — Сочинский дельфинарий
- № 219а/4 — Сочинский океанариум

### Чётная сторона

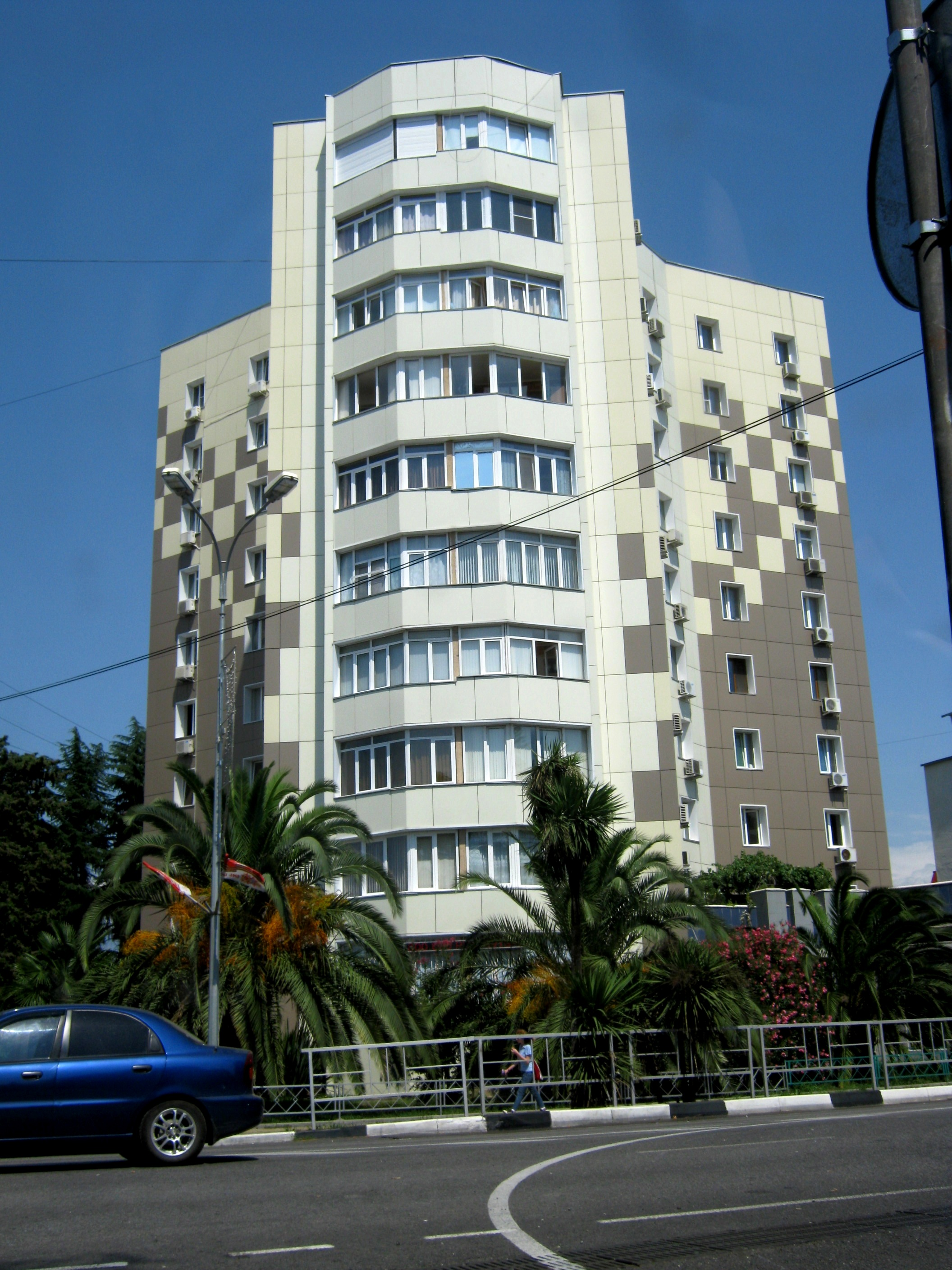
Дом № 4 по улице Ленина

- № 2 — Почта России, Адлерский почтамт
- № 278 — пансионат «Изумруд»
- № 280 — пансионат «Зелёная горка»
- № 280-а — пансионат «Орбита»
- № 282 — санаторий «Известия»